# Función densidad de energía de deformación
Una función de densidad de energía de deformación (FDED) o función de densidad de energía almacenada es una función escalar que relaciona la energía de deformación de un material con el gradiente de deformación y otra medida alternativa de deformación (usualmente algún tipo de tensor de deformación).

## Introducción
Matemáticamente, la densidad de energía de deformación es un potencial escalar que permite encontrar la ecuación constitutiva de un material elástico. Existen diversas formas alternativas de funciones de densidad de energía almacenada dependiendo del tipo de magnitud tensorial que se escoja para medir o representar la deformación:

{\displaystyle W={\hat {W}}({\boldsymbol {C}})={\hat {W}}({\boldsymbol {F}}^{T}\cdot {\boldsymbol {F}})={\bar {W}}({\boldsymbol {F}})={\bar {W}}({\boldsymbol {B}}^{1/2}\cdot {\boldsymbol {R}})={\tilde {W}}({\boldsymbol {B}},{\boldsymbol {R}})}

o equivalentemente

{\displaystyle W={\hat {W}}({\boldsymbol {C}})={\hat {W}}({\boldsymbol {R}}^{T}\cdot {\boldsymbol {B}}\cdot {\boldsymbol {R}})={\tilde {W}}({\boldsymbol {B}},{\boldsymbol {R}})}

donde {\displaystyle {\boldsymbol {F}}} es el tensor gradiente de deformación, {\displaystyle {\boldsymbol {C}}} es el tensor derecho de Cauchy-Green,  {\displaystyle {\boldsymbol {B}}} es el tensor izquierdo de Cauchy-Green,
y {\displaystyle {\boldsymbol {R}}} es el tesnor de rotación de la descomposición polar de {\displaystyle {\boldsymbol {F}}}.

## Materiales isótropos y anisótropos
Para un material anisótropo, la energía de densidad de energía elástica {\displaystyle {\hat {W}}({\boldsymbol {C}})} depende implícitamente de vectores de referencia o tensores (como los que dan la orientación predominante de fibras en composites) que caracterizan la microestructura interna del material. La representación espacial, {\displaystyle {\tilde {W}}({\boldsymbol {B}},{\boldsymbol {R}})} debe además depender explícitamente del tensor de rotación polar {\displaystyle {\boldsymbol {R}}}.
Para un material isótropo, la consideración del principio de indiferencia material lleva a la conclusión de que la densidad de energía elástica depende solo de los invariantes algebraicos de {\displaystyle {\boldsymbol {C}}} (o, equivalentamente, los invariantes de {\displaystyle {\boldsymbol {B}}} puesto que ambos comparten los mismos valores propios). En otras palabras, la función densidad de energía elástica puede expresarse de manera única en términos de los estiramientos principales o en términos de los invariantes de algún tensor deformación, así tenemos, para materiales isótropos:

{\displaystyle W={\hat {W}}(\lambda _{1},\lambda _{2},\lambda _{3})={\tilde {W}}(I_{1},I_{2},I_{3})={\bar {W}}({\bar {I}}_{1},{\bar {I}}_{2},J)=U(I_{1}^{c},I_{2}^{c},I_{3}^{c})}

donde,
{\displaystyle {\begin{aligned}{\bar {I}}_{1}&=J^{-2/3}~I_{1}~;~~I_{1}=\lambda _{1}^{2}+\lambda _{2}^{2}+\lambda _{3}^{2}~;~~J=\det({\boldsymbol {F}})\\{\bar {I}}_{2}&=J^{-4/3}~I_{2}~;~~I_{2}=\lambda _{1}^{2}\lambda _{2}^{2}+\lambda _{2}^{2}\lambda _{3}^{2}+\lambda _{3}^{2}\lambda _{1}^{2}\end{aligned}}}
Una densidad de energía elástica se usa para definir un material hiperelástico postulando que la tensión mecánica en el material se puede obtener considerando la derivada de {\displaystyle W} con respecto a las componentes del tensor deformación. Para un material isótropo, hipereásltico la función relaciona la energía almacenada en un material elástica y, por tanto, la relación tensión-deformación, con las tres deformaciones principales, sin necesidad de incluir la historia de deformaciones previas del material (o su disipación calórica o su relajación de tensiones), sino solo la deformación presente.

## Ejemplos de FDED
Algunos ejemplos de ecuaciones constitutivas hiperelásticas son
- Material de Saint-Venant–Kirchhoff
- material neohookeano
- Material de Rivlin generalizado
- Material de Mooney-Rivlin